# Оборище (област Варна)
Вижте пояснителната страница за други значения на Оборище.
Оборище е село в Североизточна България. То се намира в община Вълчи дол, област Варна. Старото му име е Семет („Лъжица“ или „Кошница“).

## География
До село Оборище с автомобил може да се стигне по два начина – чрез отбивката след село Киселово в посока гр. Добрич и чрез пътя Варна-Добрич през селата Крумово и Ботево. Пътят е обновен през 2007 година.

## История
В началото на ХХ век до село Оборище достига железопътната линия от Варна за Добрич.

## Население
Численост на населението според преброяванията през годините:
| \| Година на преброяване \| Численост \| \| --------------------- \| --------- \| \| 1934 \| 782 \| \| 1946 \| 727 \| \| 1956 \| 759 \| \| 1965 \| 802 \| \| 1975 \| 638 \| \| 1985 \| 534 \| \| 1992 \| 455 \| \| 2001 \| 391 \| \| 2011 \| 284 \| \| 2021 \| 236 \| |           |
| Година на преброяване | Численост |
| 1934 | 782       |
| 1946 | 727       |
| 1956 | 759       |
| 1965 | 802       |
| 1975 | 638       |
| 1985 | 534       |
| 1992 | 455       |
| 2001 | 391       |
| 2011 | 284       |
| 2021 | 236       |

### Етнически състав

#### Преброяване на населението през 2011 г.
Численост и дял на етническите групи според преброяването на населението през 2011 г.:
|                     | Численост | Дял (в %) |
| Общо                | 284       | 100.00    |
| Българи             | 113       | 39.78     |
| Турци               | 147       | 51.76     |
| Цигани              | 7         | 2.46      |
| Други               | 4         | 1.40      |
| Не се самоопределят | –         | –         |
| Неотговорили        | 13        | 4.57      |

## Културни и природни забележителности
Културна забележителност в с. Оборище е църквата.

## Редовни събития
Всяка последна седмица на месец август в село Оборище се провежда събор. Празникът е свързан с деня на успението на Пресвета Богородица.

## Други
На един километър край село Оборище преминава жп линия Варна-Добрич, там е изградена жп гара Оборище.